# 윌리엄 페렐

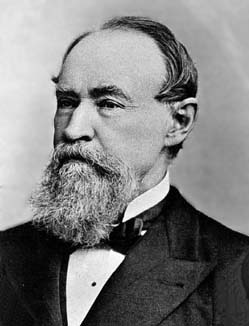

윌리엄 페렐(William Ferrel, 1817년 ~ 1891년)은 미국의 기상학자이다. 펜실베이니아주의 풀톤에서 태어났다.
조수현상에 관심을 가지고 지구 자전을 늦추는 조석의 마찰력을 정량적으로 계산했다. 이 과정에서 지구 자전에 관심을 갖게 되어 자전이 대기와 해양에 미치는 영향과 대기 운동의 관계를 연구했다. 그 결과 지구에서 운동하는 모든 물체는 지구 자전 때문에 북반구에서는 오른쪽으로, 남반구에서는 왼쪽으로 치우친다는 것을 발견했다.(이것을 우리는 전향력이라고 한다. 편서풍이나 무역풍이 휘는 이유도 여기에 있다.) 또한 1856년에 대기의 순환을 설명하는 데 있어 지구 자전을 고려하여 대류세포 3개로 이루어진 모델을 제시했다. 저위도지방과 고위도지방에 직접적인 열대류로 만들어지는 대류세포(해들리세포) 사이에 기계적이고 간접적으로 형성되는 페렐세포를 설정하였다. 이로 인해 무역풍, 극동풍과 함께 중위도 편서풍에 대해서도 잘 설명할 수 있게 되었다.

## 같이 보기
- 기단